# Synagoga Zalcmana w Mińsku
Synagoga Zalcmana w Mińsku (biał. Сынагога Зальцмана) – żydowska bóżnica znajdująca się w Mińsku przy ul. Rakowskiej 24 (w czasach ZSRR Ostrowskiego 24).
Zbudowana w 1864 za pieniądze kupca Zalcmana dla biednych żydów z Mińska na Rakowskim Przedmieściu. Podczas II wojny światowej zdewastowana. Po wojnie przebudowana z przeznaczeniem na klub sportowy. Obecnie siedziba centrum szachowego – Specjalizowanej Dziecięco-Młodzieżowej Szkoły Rezerwy Olimpijskiej.
Niedawno synagoga przeszła kolejny remont, głównie pierwszego piętra.